# Robin Bengtsson
Robin Bengtsson, pseudonimo di Hans Robin Gustav Bengtsson, conosciuto anche come B Robin (Svenljunga, 27 aprile 1990), è un cantante svedese.

## Biografia
Nel 2016 ha partecipato a Melodifestivalen con il brano Constellation Prize. Nel 2017 ha preso parte all'edizione successiva della manifestazione con il brano I Can't Go On, risultando vincitore e diventando il rappresentante per la Svezia all'Eurovision Song Contest 2017, tenutosi a Kiev, in Ucraina. Qui è arrivato terzo nella prima semifinale, accumulando 227 e qualificandosi perciò per la finale. Nella finale del 13 maggio ha totalizzato 344 punti, che gli hanno garantito il 5º posto su 26 partecipanti.
Ha partecipato una terza volta a Melodifestivalen nel 2020 con Take a Chance, raggiungendo nuovamente la finale del programma e piazzandosi all'8º posto su 12 partecipanti, e ancora nel 2022 con Innocent Love, dove si è classificato 11º.

## Discografia

### EP
- 2014 – Sleep on It

### Singoli
- 2009 – Another Lover's Gone
- 2010 – Long Long Night (con Kim)
- 2012 – Tjena, Tjena Tjena (con Byz e Kriss)
- 2012 – Cross the Universe
- 2013 – I Don't Like to Wait
- 2014 – Fired (con J-Son)
- 2014 – Sleep on It
- 2016 – Constellation Prize
- 2017 – I Can't Go On
- 2017 – Dark Angel
- 2018 – Day by Day
- 2018 – Liar
- 2018 – I Wanna Fall in Love Again
- 2018 – Never Born to Love
- 2019 – The First to Know
- 2019 – Already Know
- 2019 – Friendzoned
- 2019 – Mama's Song
- 2019 – Just Let It Go
- 2020 – Take a Chance
- 2020 – Die with You
- 2020 – Honey I'm Home
- 2021 – Walk On By (con Victoria Voss)
- 2021 – If I Was You
- 2021 – Brother, That's All Right
- 2021 – Rollercoaster
- 2021 – Oh My God
- 2022 – Innocent Love